# General Pedro J. Méndez International Airport
General Pedro J. Méndez International Airport är en flygplats i Mexiko.   Den ligger i kommunen Güémez och delstaten Tamaulipas, i den centrala delen av landet, 500 km norr om huvudstaden Mexico City. General Pedro J. Méndez International Airport ligger 231 meter över havet.
Terrängen runt General Pedro J. Méndez International Airport är platt. Runt General Pedro J. Méndez International Airport är det mycket glesbefolkat, med 2 invånare per kvadratkilometer. Närmaste större samhälle är Ciudad Victoria, 19,7 km väster om General Pedro J. Méndez International Airport. Trakten runt General Pedro J. Méndez International Airport består till största delen av jordbruksmark.